# Territoire britannique d'outre-mer
Ne doit pas être confondu avec dépendances de la Couronne, îles Britanniques ou Caraïbes du Commonwealth.
Pour les articles homonymes, voir Territoire d'outre-mer.

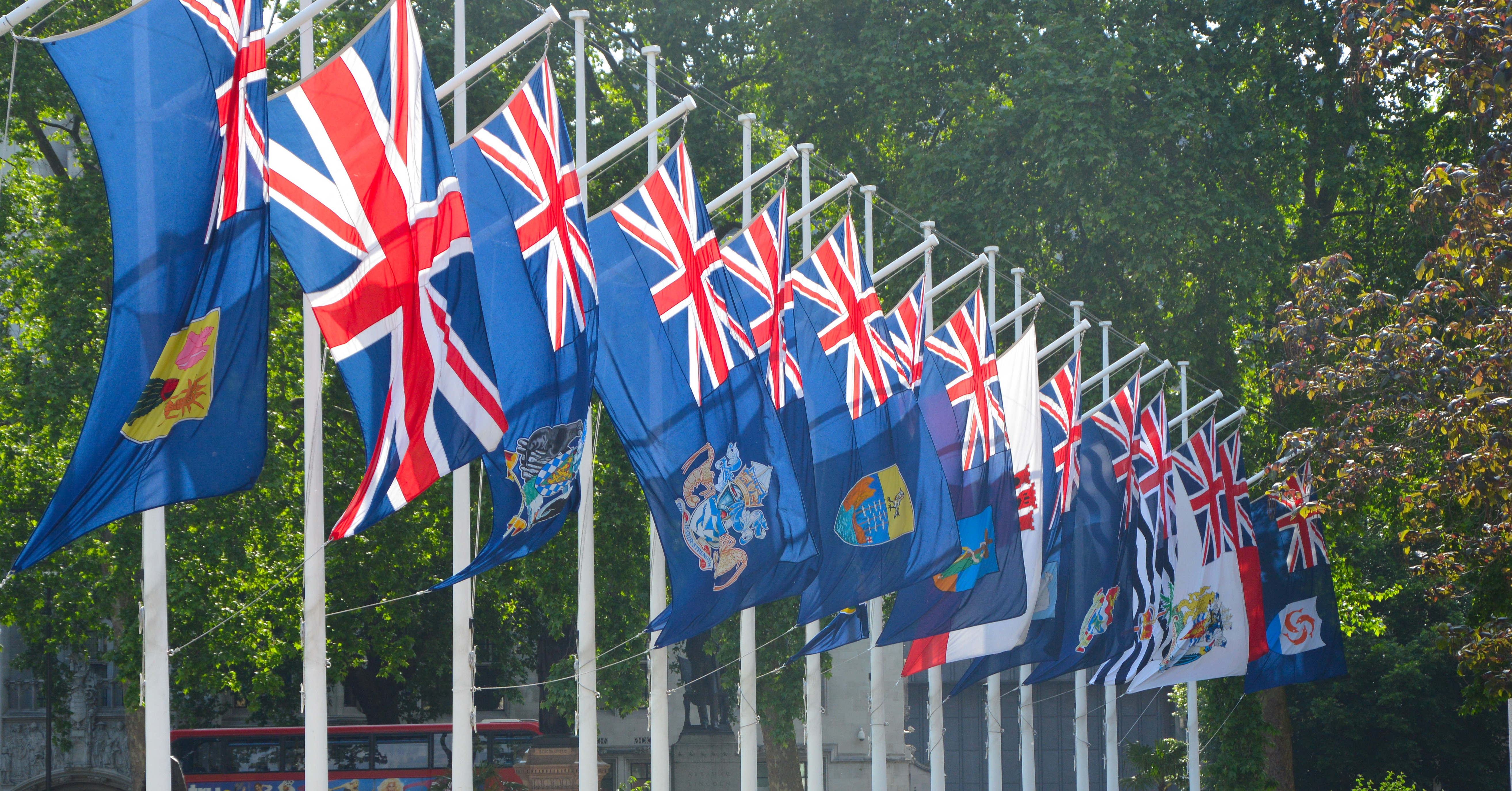
Drapeaux des territoires britanniques d'outre-mer, Parliament Square, Westminster.

Un territoire britannique d'outre-mer (en anglais : British Overseas Territory) est l'un des quatorze territoires britanniques en dehors des îles Britanniques. Les territoires britanniques d'outre-mer sont administrés individuellement et chacun est constitutionnellement distinct des autres et du Royaume-Uni proprement dit (c'est-à-dire la Grande-Bretagne et l'Irlande du Nord). Tous les territoires sont sous pleine souveraineté britannique. La plupart des territoires britanniques d'outre-mer sont des îles ou des archipels, mais ils comprennent également une partie de l'Europe continentale (Gibraltar) et une partie de l'île de Chypre, ainsi qu'une grande partie du continent antarctique. Trois des territoires manquent d'une population humaine permanente; la plupart ont une population sédentaire comprise entre 50 et plusieurs dizaines de milliers.
Les territoires d'outre-mer sont les territoires britanniques qui étaient auparavant connus sous le nom de territoires dépendants (Dependent territories) avant le XXIe siècle. Le statut de ces territoires a été défini par le British Overseas Territories Act 2002 du Parlement du Royaume-Uni,. En tant qu'anciennes parties de l'Empire britannique, les territoires britanniques d'outre-mer sont appelés « colonies » dans l'ancienne législation qui reste en vigueur. Le terme colony (« colonie ») s'applique parce que les territoires ne sont ni des États souverains du Commonwealth, ni des États associés, et ils ne relèvent pas non plus de la responsabilité d'un autre État que le Royaume-Uni. Le terme crown colony (« colonie de la Couronne ») est aussi parfois utilisé, mais sa signification n'est pas précise. La souveraineté britannique est conservée dans le territoire britannique de l'océan Indien et les zones de souveraineté de Chypre à des fins de défense.
La superficie totale est de 18 492 km2 (sans comprendre le territoire britannique de l'Antarctique : 1 413 492 km2) avec une population totale supérieure à 270 000 habitants en 2016. Ce qui représente environ 7,5 % de la superficie du Royaume-Uni pour un peu moins de 0,42 % de la population britannique, ces territoires ont une densité de 14,6 hab/km2, ce qui est très faible par rapport au reste du pays.
L'existence des territoires britanniques d'outre-mer va de pair, depuis 1983, avec le statut de citoyen des territoires britanniques d'outre-mer (en). Cette citoyenneté n'accorde pas nécessairement le droit de séjour sur tout territoire d'outre-mer ; chacune de ces entités a la capacité de décider elle-même des lois gouvernant l'immigration, et peut ainsi accorder, ou non, le statut de belonger (belonger status (en)), en général mêlé de droit du sol et de droit du sang.
Les territoires britanniques d’outre-mer doivent être distingués des dépendances de la Couronne (Guernesey, Jersey, île de Man) et des protectorats, car[pas clair] aucun ne fait formellement partie du Royaume-Uni et où le Royaume-Uni n’exerce pas non plus directement sa souveraineté, confiée à un gouvernement local. Le Royaume-Uni assure seulement, en accord avec les gouvernements locaux, leur défense et leur sécurité et peut les représenter au niveau international, mais seulement avec leur accord (les traités internationaux signés par le Royaume-Uni n'engagent pas les dépendances de la Couronne ni les protectorats).
De même, les territoires britanniques d’outre-mer ne sont pas les dominions (Royaume du Commonwealth).
La restitution de l'archipel des Chagos (actuel 
Territoire britannique de l'océan Indien) à l'île Maurice devait avoir lieu le 22 mai 2025, mais le processus a été suspendu, Le gouvernement britannique prévoit toutefois la ratification de l'accord, pour fin 2025.

### Carte de localisation

Carte de localisation des territoires britanniques d'outre-mer.

## Liste des territoires britanniques d'outre-mer

### Territoires habités
| Drapeau | Nom du territoire                            | Capitale      | Population    | Superficie | Statut                 | Localisation                     | Observations | Monnaie                        |
| ------- | -------------------------------------------- | ------------- | ------------- | ---------- | ---------------------- | -------------------------------- | --- | ------------------------------ |
|         | Anguilla                                     | The Valley    | 17 087 (2017) | 91 km²     | Autonomie territoriale | Antilles                         | | Dollar de la Caraïbe orientale |
|         | Bermudes                                     | Hamilton      | 70 864 (2017) | 53,3 km²   | Autonomie territoriale | Au large des États-Unis, à l'Est | Le célèbre "Triangle des Bermudes" vient du nom de cette île                                                                                         | Dollar des Bermudes            |
|         | Îles Caïmans                                 | George Town   | 61 733 (2016) | 264 km²    | Autonomie territoriale | Antilles                         | Paradis fiscal | Dollar des îles Caïmans        |
|         | Gibraltar                                    | Gibraltar     | 32 247 (2016) | 6,8 km²    | Autonomie territoriale | Sud de l'Espagne                 | Revendiqué par l'Espagne. | Livre de Gibraltar             |
|         | Îles Vierges britanniques                    | Road Town     | 35 802 (2018) | 153 km²    | Autonomie territoriale | Antilles                         | | Dollar américain               |
|         | Îles Malouines                               | Port Stanley  | 3 198 (2016)  | 12 200 km² |                        | Amérique du Sud                  | Revendiquées par l' Argentine. | Livre des îles Malouines       |
|         | Montserrat                                   | Plymouth      | 5 146 (2016)  | 102 km²    | Autonomie territoriale | Antilles                         | Plymouth est abandonnée depuis 1995. La capitale est de facto Brades dans l'attente de la fin des travaux de transformation du village de Little Bay | Dollar de la Caraïbe orientale |
|         | Îles Pitcairn                                | Adamstown     | 50 (2016)     | 47 km²     |                        | Sud du Pacifique                 | | Dollar néo-zélandais           |
|         | Sainte-Hélène, Ascension et Tristan da Cunha | Jamestown     | 5 145 (2016)  | 410 km²    |                        | Sud de l'Atlantique              | Napoléon, qui était exilé sur cette île, y est mort en 1821                                                                                          | Livre de Sainte-Hélène         |
|         | Îles Turques-et-Caïques                      | Cockburn Town | 46 131 (2021) | 616,3 km²  | Autonomie territoriale | Antilles                         | | Dollar américain               |

### Statuts particuliers
| Drapeau | Nom du territoire                          | Capitale                | Population    | Superficie    | Statut                       | Localisation                       | Observations | Monnaie                          |
| ------- | ------------------------------------------ | ----------------------- | ------------- | ------------- | ---------------------------- | ---------------------------------- | --- | -------------------------------- |
|         | Akrotiri et Dhekelia                       | Cantonnement d'Episkopi | 18 195 (2020) | 254 km2       | Bases militaires souveraines | Enclaves sur l'île de Chypre       | | Euro                             |
|         | Territoire britannique de l'océan Indien   | Camp Thunder Cove       | 3 500 (2016)  | 60 km2        |                              | Archipel des Chagos (océan Indien) | Bail des États-Unis jusqu'en 2036 sur Diego Garcia avec une base militaire, revendiqué par Maurice et les Seychelles.En mai 2025, la Grande-Bretagne procède au transfert de souveraineté, de l'archipel des Chagos à Maurice. | Dollar américain, Livre sterling |
|         | Géorgie du Sud-et-les Îles Sandwich du Sud | King Edward Point       | 35 (2019)     | 3 903 km2     |                              | Atlantique Sud                     | Revendiquées par l' Argentine | Livre sterling                   |
|         | Territoire britannique de l'Antarctique    | Rothera                 | 0 (2016)      | 1 395 000 km2 |                              | Antarctique                        | Régi par le Traité sur l'Antarctique, contesté par l' Argentine et le Chili | Livre sterling                   |

## Galerie

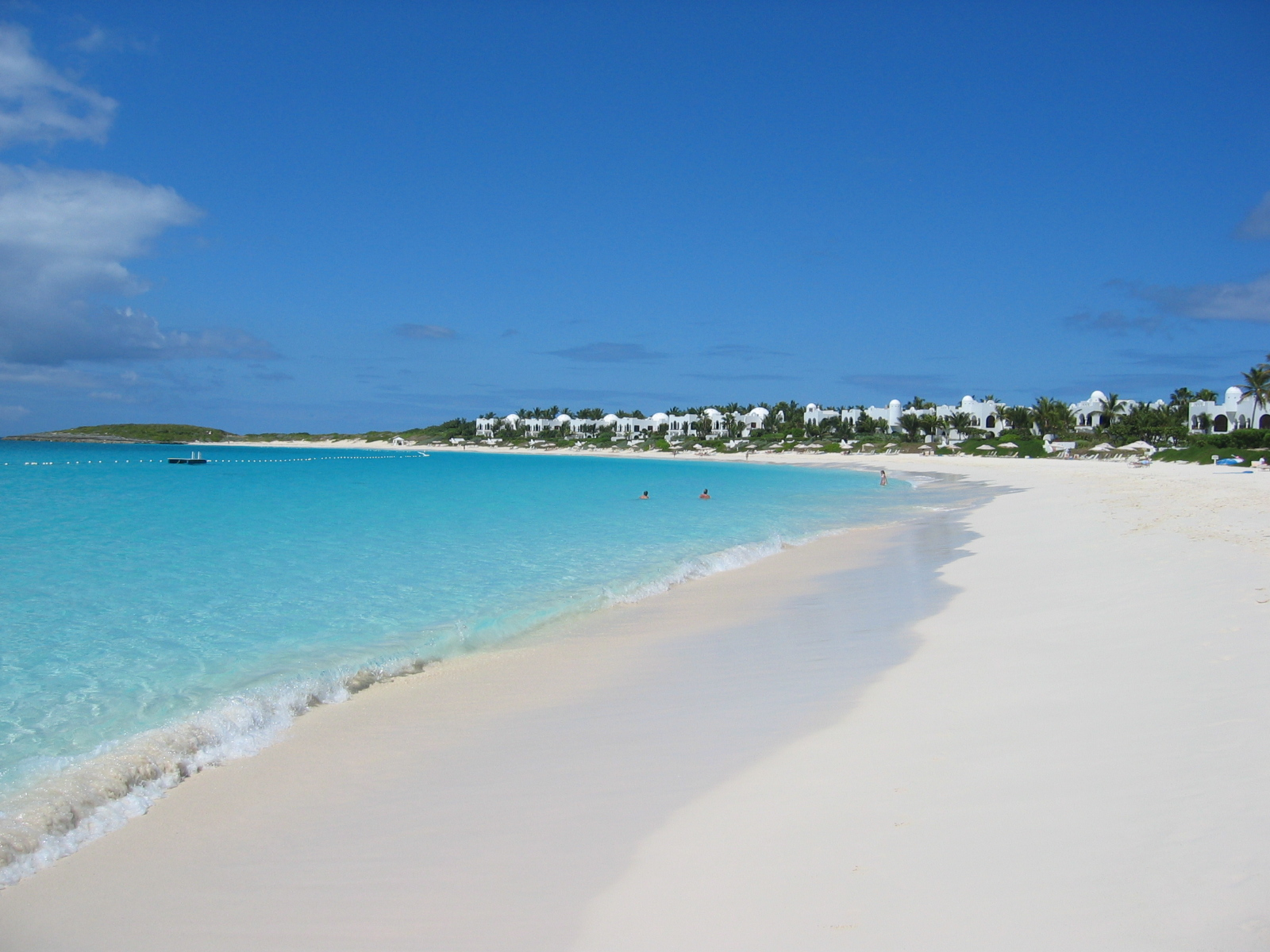
Cap Juluca, Maundays Bay, Anguilla.
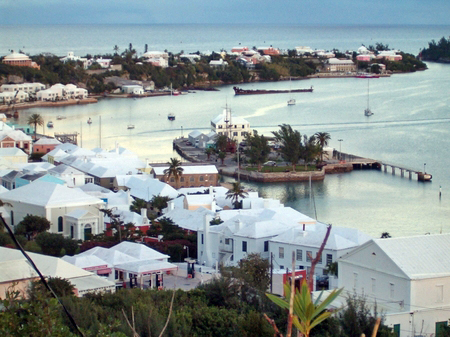
Île Saint George, Bermudes.
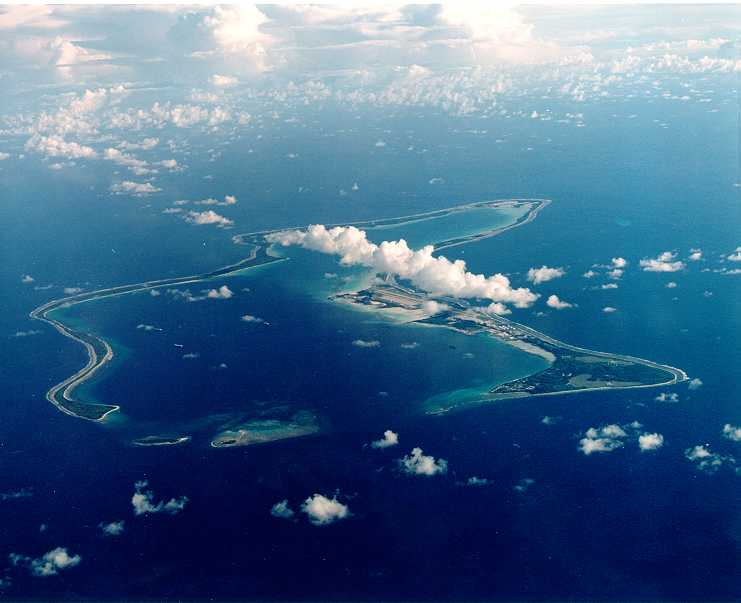
Vue aérienne de Diego Garcia, Territoire britannique de l'océan Indien.
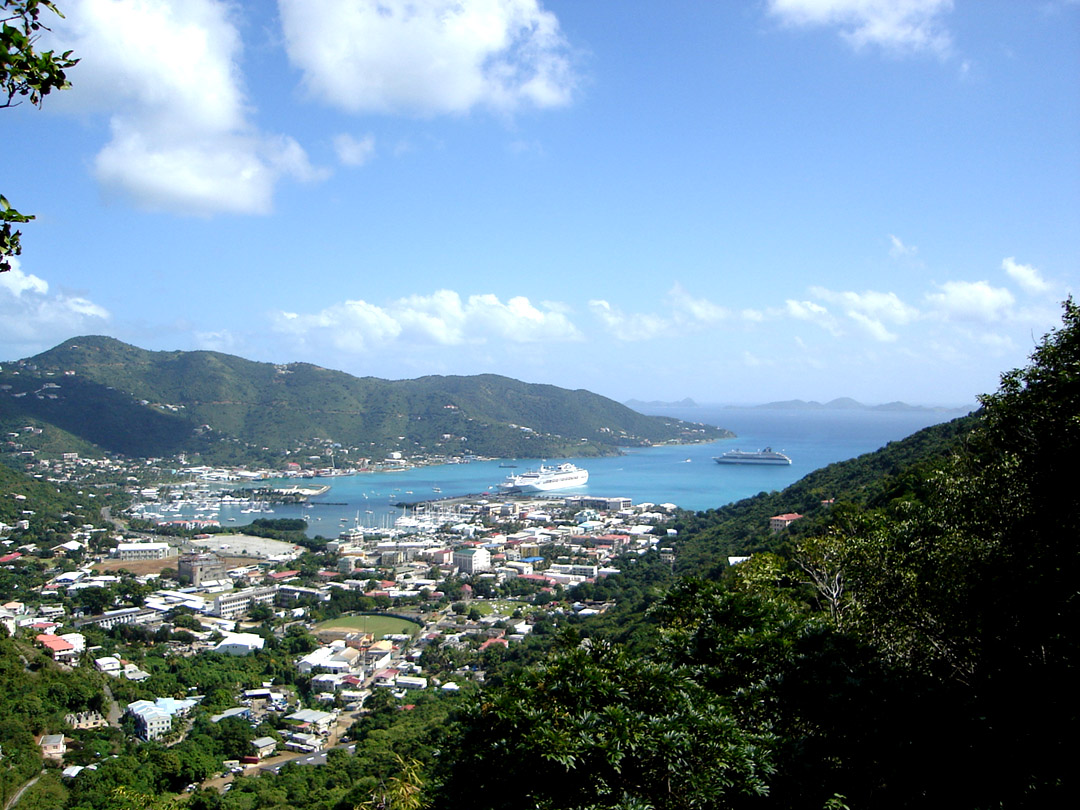
Road Town, Tortola, îles Vierges britanniques.
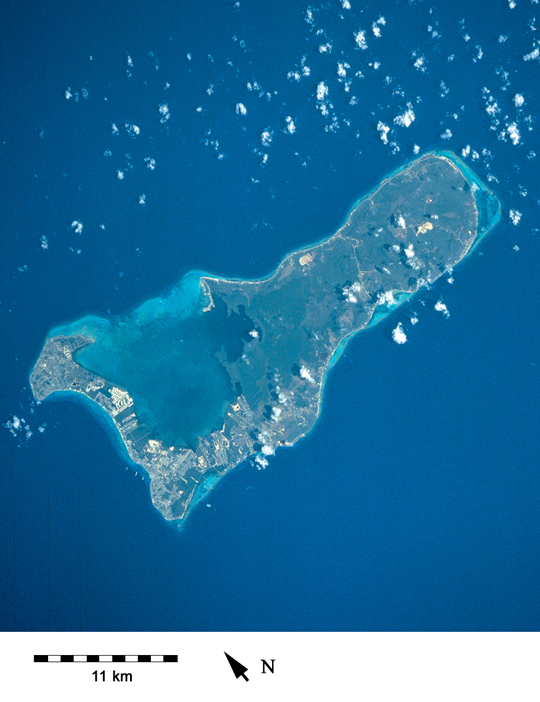
Image satellite de Grand Cayman, îles Caïmans.
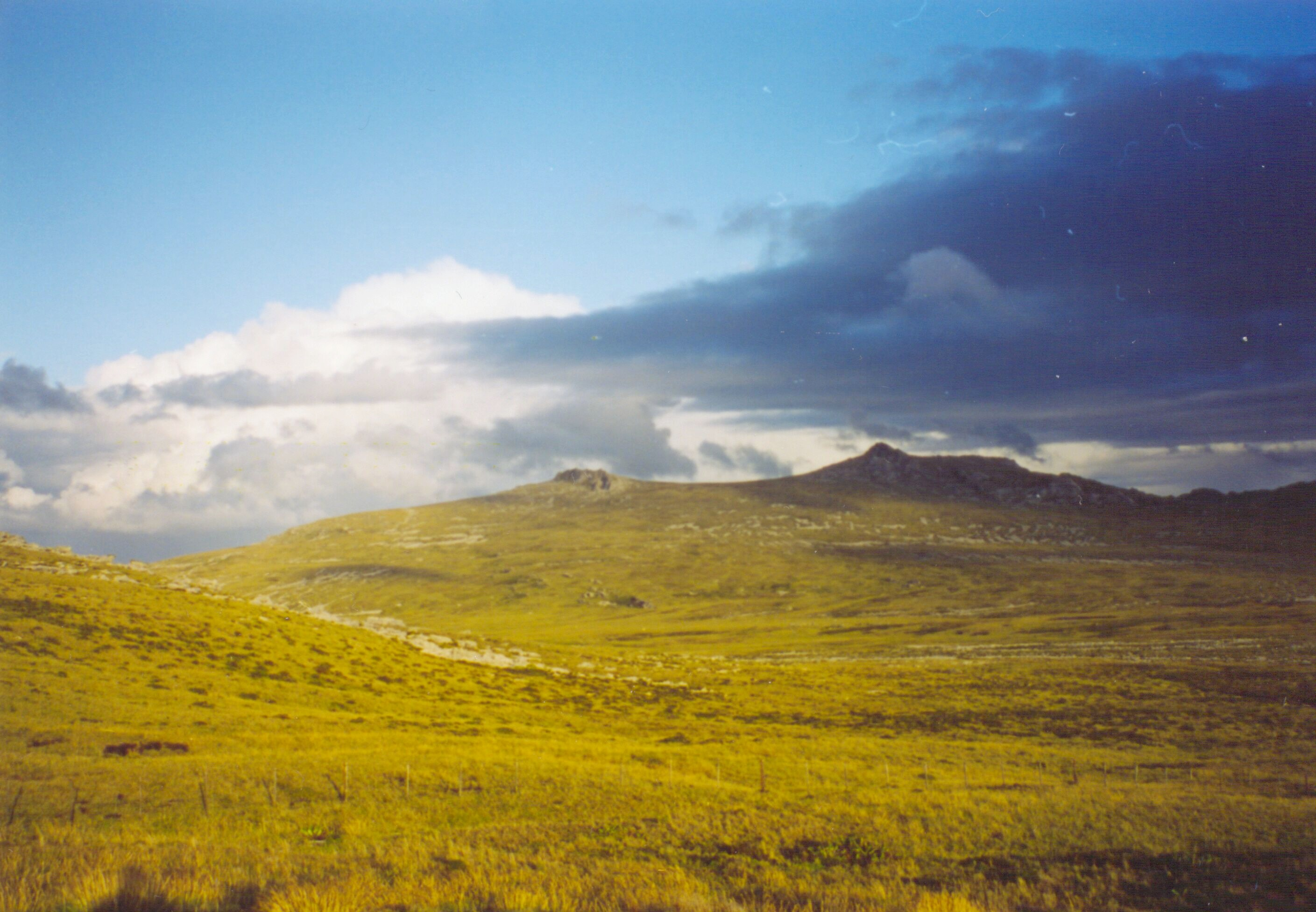
Paysage des îles Malouines.
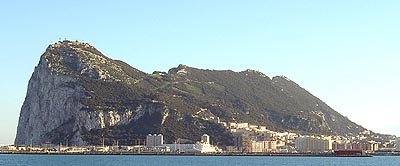
Rocher de Gibraltar, Gibraltar.
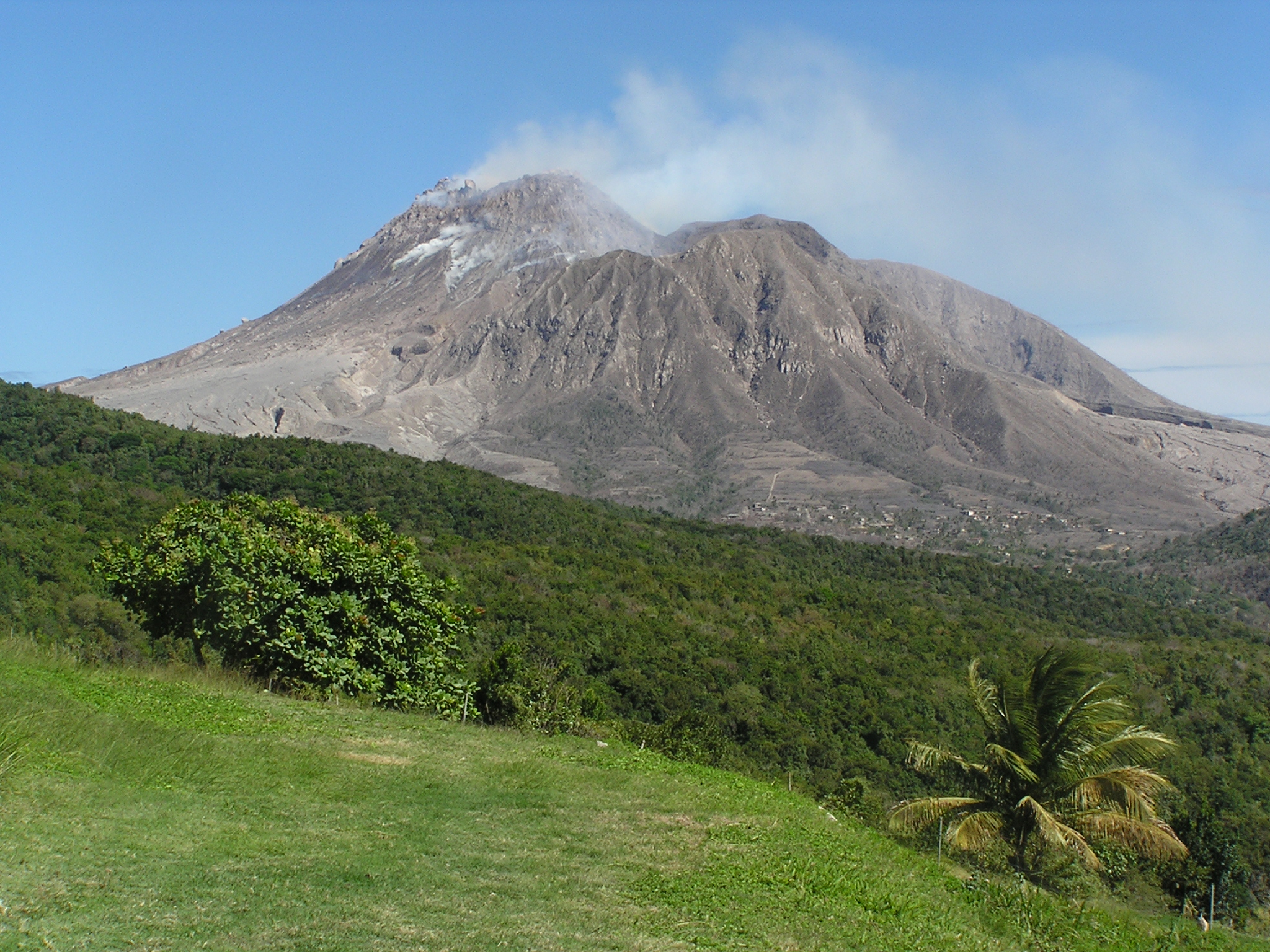
La Soufrière, Montserrat.
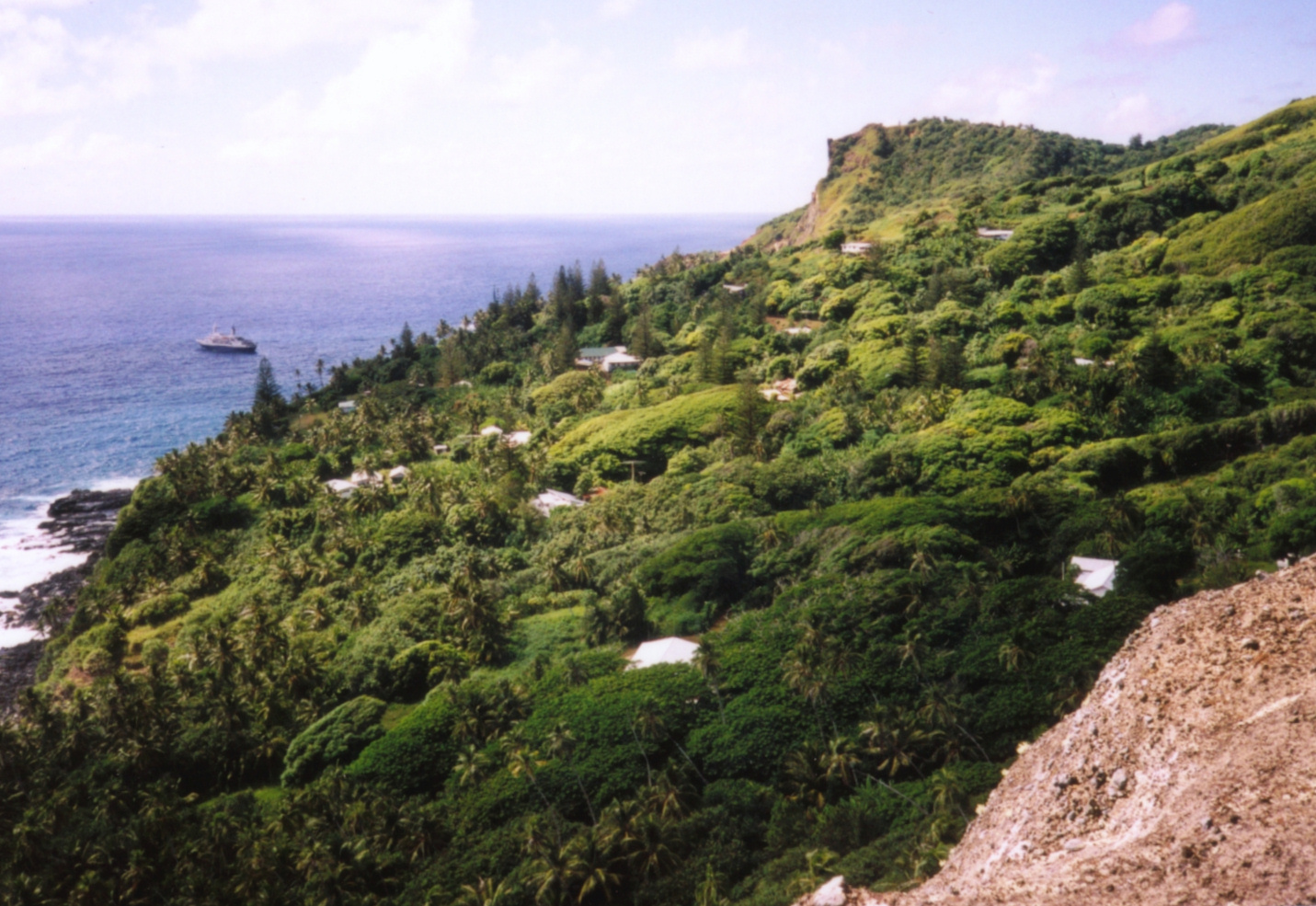
Adamstown, îles Pitcairn.
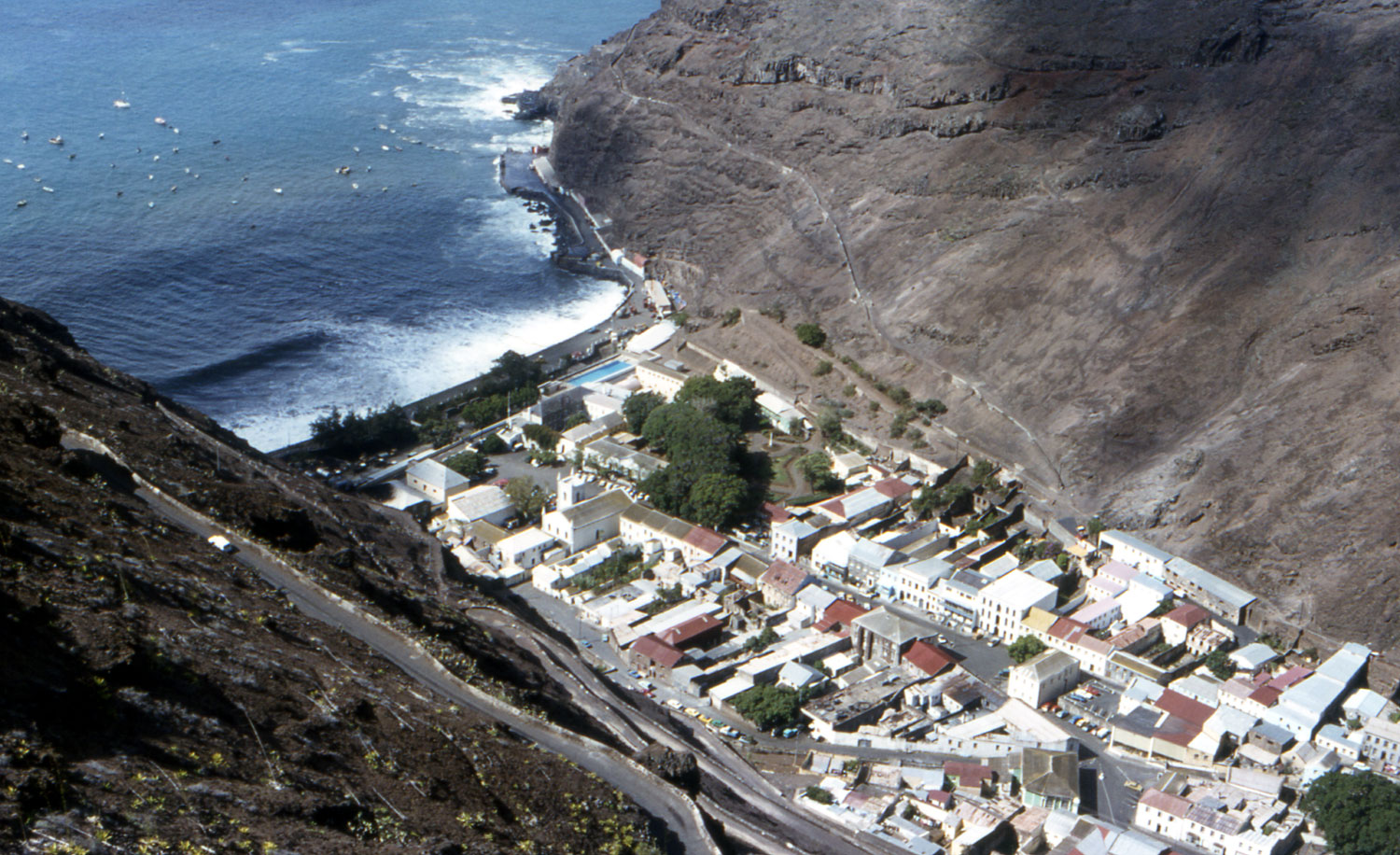
Jamestown, Sainte-Hélène, Ascension et Tristan da Cunha.
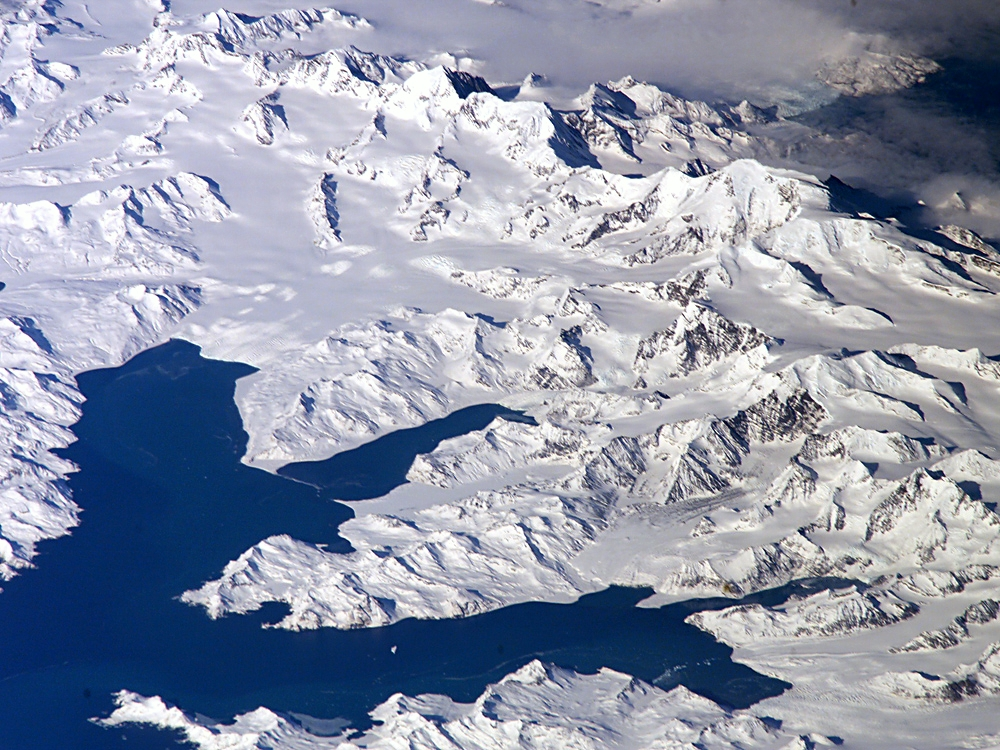
Image satellite de la baie de Cumberland, Géorgie du Sud-et-les îles Sandwich du Sud.
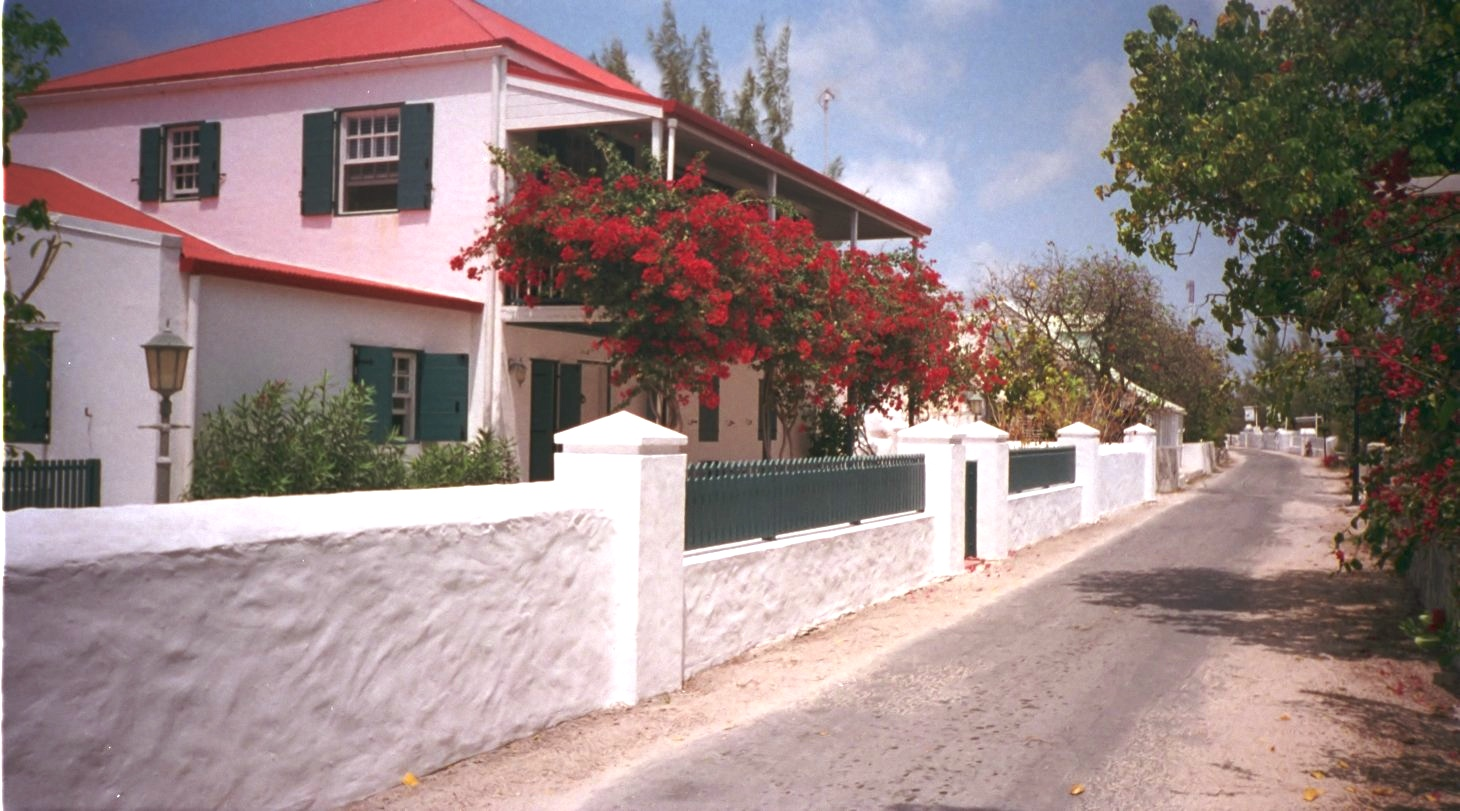
Cockburn Town, Îles Turques-et-Caïques.
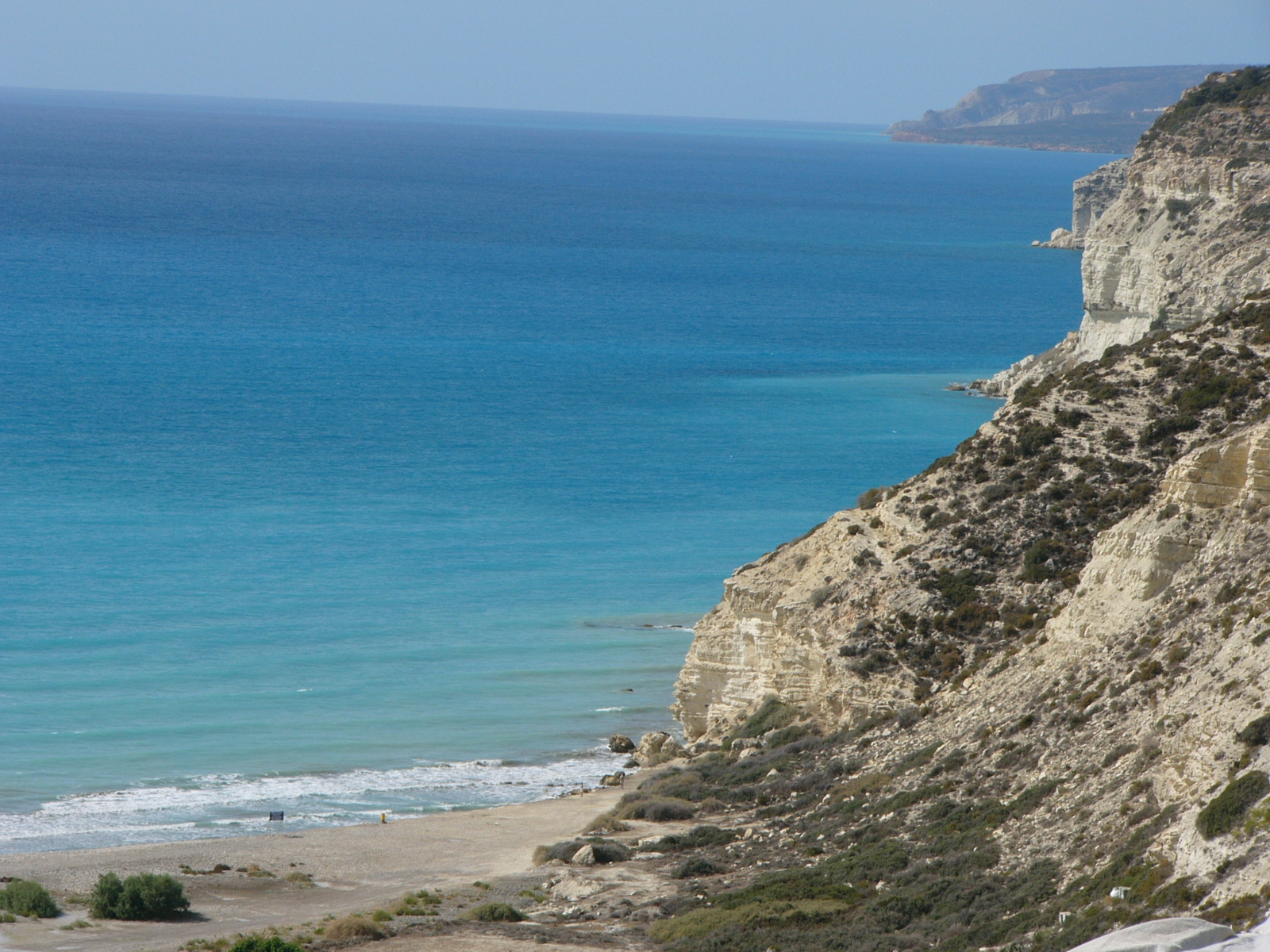
Episkopi Bay, Akrotiri, Akrotiri et Dhekelia.
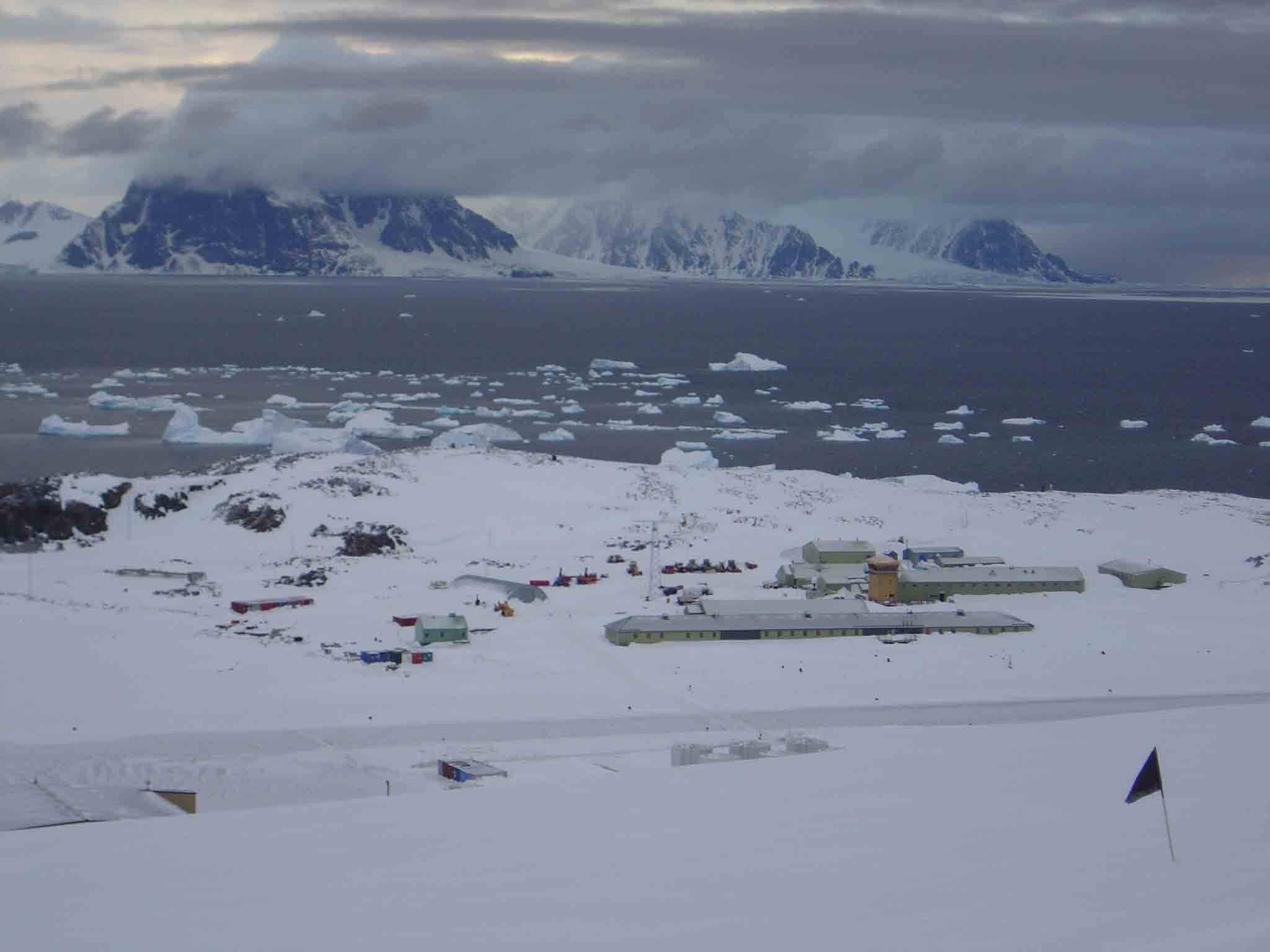
Base antarctique Rothera, Territoire antarctique britannique.
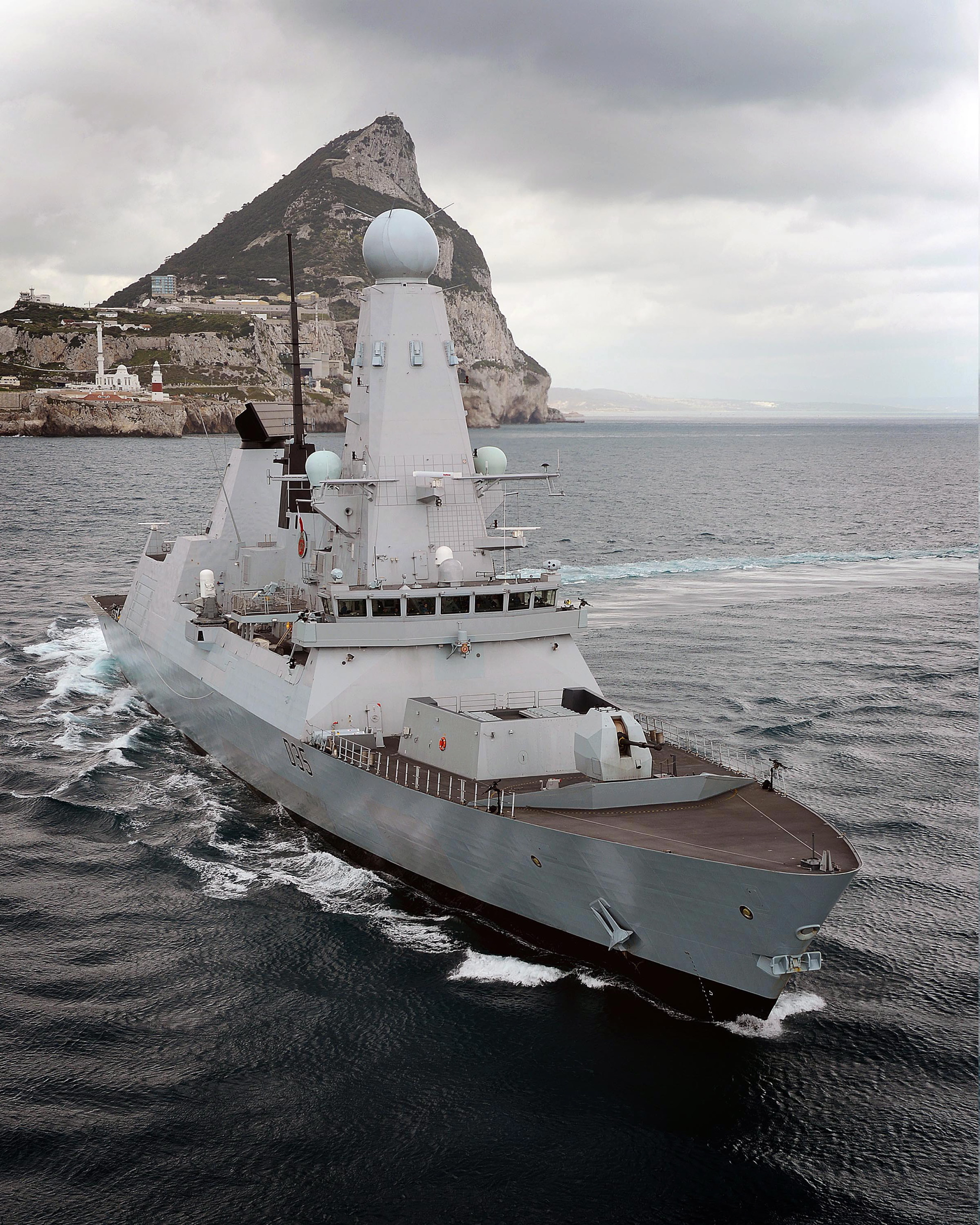
HMS Dragon, Gibraltar.

## Liste des grandes villes dans les territoires britanniques d'outre-mer
Classées par population :
- George Town, Îles Caïmans (35 600)
- Gibraltar (32 247)
- Hamilton, Bermudes (13 500)
- West Bay, Îles Caïmans (11 436)
- Bodden Town, Îles Caïmans (10 341)
- Road Town, Îles Vierges britanniques (9 400)
- Cockburn Town, Îles Turques-et-Caïques (3 700)
- Stanley, Îles Malouines (2 115)
- St. George's, Bermudes (1 648)
- Somerset Village, Bermudes (1 000)
- The Valley, Anguilla (1 169)
- Brades, Montserrat (~1 000)